# École nationale supérieure des sciences agronomiques de Bordeaux Aquitaine
Die École nationale supérieure des sciences agronomiques de Bordeaux Aquitaine (Bordeaux Sciences Agro) ist eine französische Ingenieurhochschule, die 1963 gegründet wurde.
Die 1963 gegründete Schule war die erste École nationale d'ingénieurs des travaux agricoles (ENITA), die in Frankreich nach dem Pisani-Gesetz vom 2. August 1960 gegründet wurde. Sie ist auf Weinbau und Forstwirtschaft spezialisiert und erwarb 1999 aus Eigenmitteln das Weingut Luchey Halde. Der aktuelle Name stammt aus dem Jahr 2011.
Die Schule befindet sich in Bordeaux und ist eine öffentliche Hochschule der Universität Bordeaux. Die Schule ist Mitglied der Conférence des grandes écoles.